# Позивни центар
Позивни центар представља централизован, контролисан, организован и финансијски ефикасан систем за пријем, упућивање и праћење телефонских позива. Овакве центре углавном користе производна и услужна предузећа, државни органи, финансијске, здравствене институције и сви они који желе што ефикасније и технолошки напредно да успоставе интеракцију са корисницима својих услуга и производа. Корисници упућивањем обичног телефонског позива могу добити најразличитије информације о самој компанији/институцији или о производима/услугама. Са друге стране компанија/институција са једног централизованог места упућује позиве ка корисницима обавештавајући их о новинама о предузећу или новим производима, односно користи позивни центар у сврхе телемаркетинга. Ако се на једном оваквом централизованом месту обављају све услуге везане за комуницирање, односно ако позивни центар поред телефонских позива обрађује писма, факсове, електронску пошту и СМС онда се он назива контакт центар.
Постоје различите апликације за оваква решења које потпуно или делимично аутоматизују процесе у позивном центру. Разлика је у томе што код делимично аутоматизованих процеса корисник разговара са живим оператером, а код потпуне аутоматизације корисник захваљујући говорним технологијама прича са машином – рачунаром. Сви живи оператери при томе поред телефона (најчешће користе headset) користе и рачунар, односно апликацију која олакшава њихов целокупан рад.

## Различити типови позивних центара
Постоје различити типови позивних центара који се мање или више разликују од позивног центра описаног горе. Неке од њих који се јављају најчешће у пракси представићемо доле:
- Позивни центар са дислоцираним агентима – карактеристика ових позивних центара је да агенти раде од својих кућа при чему користе Basic Rate ИСДН да би обезбедили сталну везу са централним рачунаром позивног центра. На овај начин врши се велика уштеда и агенти немају трошкове одласка на посао, али позивни центар мора да покрије трошкове ИСДН линија. Повезаност дислоцираних агената са позивним центром може се остварити и преко ВоИП или преко VPN.
- Позивни центар са повременим агентима – агенти ових позивних центара повремено обављају функцију оператера, односно ангажовани су од стране позивног центра одређен број сати у месецу и на основу тога и плаћени.
- Виртуелни позивни центар – представља дислоцирани позивни центар са више мањих канцеларија на различитим локацијама које су међусобно повезане. Основна предност овако организованог центра је побољшана услужност позивног центра, обезбеђена подршка за хитне случајеве и могуће је организовати подршку живог оператера 24 часа.
- Интерактивни центар - представља центар који не обрађује само телефонске позиве већ и Email, Web Callback, Chat итд.